# Calculateur humain
Pour les articles homonymes, voir Calculateur.

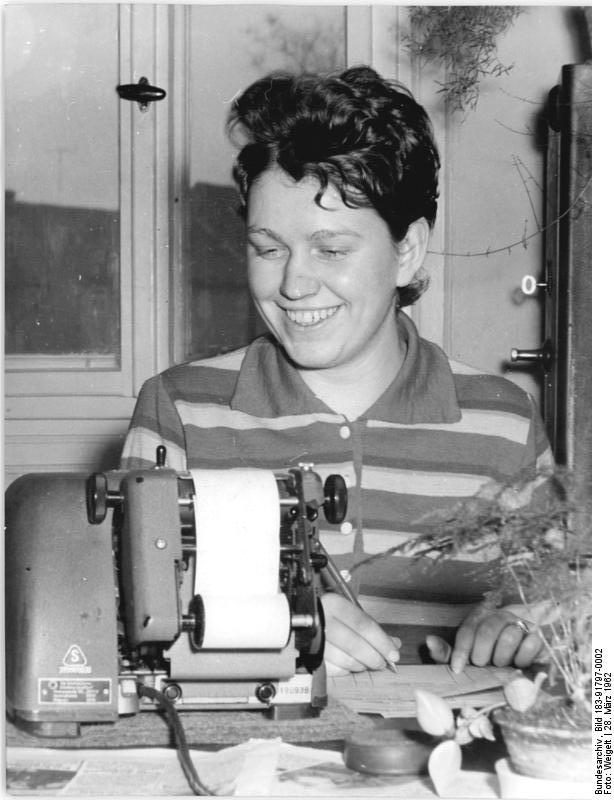
Ursula Saul, calculatrice en Allemagne (1962).

Avant l'apparition de machines ou d'ordinateurs électroniques, les recherches des XVIIIe et XIXe siècles ont nécessité l'emploi de calculateurs humains.

## Présentation
Le terme « calculateur » apparaît en anglais (computer) au XVIIe siècle (la première référence écrite date de 1613), et signifie « celui qui calcule ». Il désigne par exemple une personne qui effectue des calculs mathématiques. « Le calculateur humain est censé appliquer une suite de règles fixes, sans le pouvoir d'y déroger ». Des équipes de personnes ont fréquemment été utilisées pour effectuer des calculs longs et fastidieux, le travail étant divisé de telle sorte que les calculs soient réalisés en parallèle.
Camille Flammarion dans un article sur le calculateur prodige Giacomo Inaudi parle d'un calculateur, de même qu'Alfred Binet quand il le rencontre au laboratoire de la Sorbonne.

## Origines en astronomie
Les premiers calculs effectués par des calculateurs humains concernent l'astronomie. Les premiers calculs complexes remontent aux Babyloniens qui étaient d'excellents calculateurs. Le premier calculateur scientifique humain en astronomie, identifié et documenté, est le Français Alexis Claude Clairaut, qui détermina le moment du retour de la comète de Halley avec deux collègues, Joseph Lalande et Nicole-Reine Lepaute. Pour certaines personnes, occuper la fonction de calculateur humain n'était qu'un poste temporaire, en attendant une meilleure situation. Cependant, l'introduction de méthodes scientifiques dans l'artillerie créent la fonction de calculateur dans l'armée.

### Travail des femmes

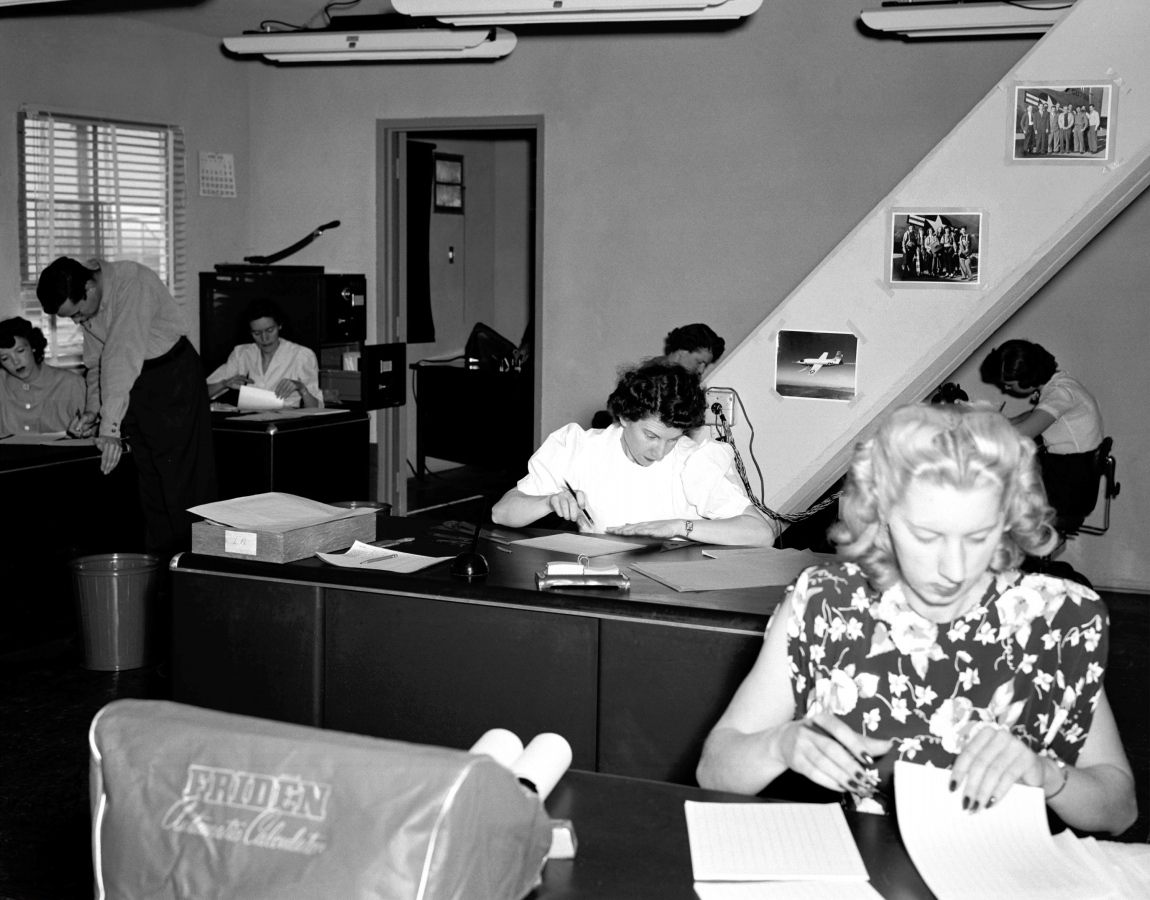
Calculatrices humaines de la NACA High Speed Flight Station (Novembre 1949).

Pour les femmes, la profession est généralement fermée, mais cela change à la fin du XIXe siècle avec Edward Charles Pickering, dont l'équipe est d'ailleurs parfois qualifiée de « harem de Pickering ». Beaucoup de femmes astronomes de cette époque étaient des calculatrices, l'exemple le plus connu étant peut-être Henrietta Swan Leavitt. Florence Cushman, calculatrice humaine de l'université Harvard, en est un autre exemple : parmi ses œuvres les plus connues figure un catalogue de 16 300 étoiles observées avec le photomètre Meridian douze pouces. Elle travailla avec Annie Jump Cannon.
À la même époque, en France, à l'Observatoire de Paris travaillent des calculatrices appelées les « dames de la carte du ciel ».

## Autres calculateurs humains
En 1840, le mathématicien indien Radhanath Sikdar est employé comme calculateur humain pour la Great Trigonometric Survey. C'est lui qui identifie la plus haute montagne du monde et calcule sa hauteur ; cette montagne sera plus tard appelée le mont Everest.
En 1893, Francis Galton crée le Committee for Conducting Statistical Inquiries into the Measurable Characteristics of Plants and Animals qui rend son rapport à la Royal Society. Ce comité utilise des techniques avancées de recherche scientifique et soutient le travail de plusieurs scientifiques. Raphael Weldon, le premier scientifique soutenu par le comité travaille avec son épouse, Florence Tebb Weldon, qui était sa calculatrice humaine. Weldon utilise les logarithmes et les tables mathématiques créées par August Leopold Crelle et n'avait pas de machine à calculer. Karl Pearson, qui avait un laboratoire à l'Université de Londres, ressentait que le travail de Weldon était « mis sous le boisseau par le comité ». Néanmoins, Pearson a créé une formule mathématique que le comité pouvait utiliser pour la corrélation de données. Pearson fournit sa formule de corrélation à son propre laboratoire de biométrie. Pearson avait des calculateurs bénévoles et salariés aussi bien hommes que femmes. Alice Lee est l'une de ses calculatrices salariées qui ont travaillé sur les histogrammes et la distribution du chi carré. Pearson a également travaillé avec Beatrice et Frances Cave-Brown-Cave. Le laboratoire de Pearson, en 1906, maîtrisait l'art d'établir des tables numériques.
Après la Seconde Guerre mondiale, le National Advisory Committee for Aeronautics (NACA) utilise des calculateurs dans les études concernant le vol afin de retranscrire les données brutes des films en celluloïd et de l'oscillographe en unités de mesure standard, en utilisant des règles de calcul définies et des calculatrices. L'ouvrage de Margot Lee Shetterly, Les Figures de l'ombre, documente la contribution des Afro-Américaines qui ont travaillé en tant que calculatrices humaines à la NASA, en particulier dans le groupe des West Area Computers. La NACA engage des femmes noires à partir de 1940. Une de ces calculatrices est Dorothy Vaughan qui a commencé à travailler en 1943 au Centre de recherche Langley.

## Pendant la Seconde Guerre mondiale
Pendant la Seconde Guerre mondiale, les calculateurs humains jouent un rôle primordial. En raison de l'enrôlement dans l'armée de la population active masculine, nombre de calculateurs non militaires sont des femmes, souvent diplômées de mathématiques, d'où le terme « kilogirl » inventé pour désigner une unité de mesure, un kilogirl « équivalant à environ 1000 heures de calcul ».
Au Royaume-Uni, de nombreuses personnes participent à l'effort de guerre en travaillant au décryptage des messages de Pays de l'Axe à Bletchley Park.
De nombreux calculateurs humains (toutefois aidés de machines) participent à l'étude de la fission nucléaire dans le cadre du projet Manhattan.
Parce que les six personnes chargées de faire traiter des problèmes par l'Electronic Numerical Integrator Analyser and Computer (ENIAC), premier ordinateur universel construit par l'université de Pennsylvanie pendant la Seconde Guerre mondiale, furent détachées d'un corps de calculatrices humaines, les premières personnes à exercer la profession de programmeur dans le monde furent des femmes, ce qui permit à la société d'accepter que la femme fît carrière dans le traitement des données à une époque de division des rôles selon le sexe ; ces six programmeuses sont Kay McNulty, Betty Snyder, Marlyn Wescoff, Ruth Lichterman, Betty Jean Jennings et Fran Bilas.